# B Boy Baby
B Boy Baby è un singolo della cantante R&B britannica Mutya Buena, pubblicato il 31 dicembre 2007 dall'etichetta discografica Island.
Contenente un campionamento del noto brano Be My Baby, originariamente interpretato dalle Ronettes, il brano nella versione di Mutya Buena è accreditato agli autori del singolo delle Ronettes, Phil Spector, Jeff Barry e Ellie Greenwich, insieme a Angela Hunte, autrice della parte del testo appartenente esclusivamente a questa nuova versione.
Il brano, eseguito in duetto con la nota cantante soul Amy Winehouse, è stato estratto dall'album di debutto della cantante, Real Girl.

## Tracce
1. B Boy Baby – 3:53

## Classifiche
| Classifica (2007-08) | Posizione raggiunta |
| -------------------- | ------------------- |
| Estonia              | 34                  |
| Regno Unito          | 73                  |